# Communityteater
Communityteater (av engelskans community: lokalsamhälle, gemenskap) är en teaterform som involverar grupper av individer direkt för utveckling av gemenskap, kulturarbete, delaktighet, synliggörande, vidgad förståelse och stärkning av självkänslan. 

## Inkluderande kulturform
Communityteater uppstår ofta i bostadsområden, förorter eller mindre samhällen och kan normalt fungera som en kreativ, demokratisk workshop som en variant av amatörteater, där allmänheten inbjuds att bidra med sina egna erfarenheter, livsberättelser, talanger och idéer samt att via kurser och dramapedagogiska övningar kunna medverka som skådespelare, musiker, dansare, kreatörer etc och oftast skapa gemensamma föreställningar för en publik; detta ofta i samspel med eller under ledning av professionella kulturpersoner på en teater eller i andra lokaliteter. Teaterformen används inom många olika områden, till exempel om sociala samhällsproblem, integrationsprocesser, skolfrågor, men kan också handla om en bygds historia eller som del av forskningsprojekt inom högskola etc (ex. "Kvinnligt företagande").
En annan definition av begreppet innebär att professionella kulturpersoner primärt skapar och framför föreställningar för publik eller som uppsökande teater i olika stadsdelar eller byar, ofta med innehållet baserat på berättelser eller intervjuer med allmänheten och kanske med viss medverkan av amatöraktörer. Syftet är ofta att lyfta fram befolkningsgrupper, livsberättelser, problemfrågor och händelser, som normalt av olika anledningar sällan blir uppmärksammade i samhällslivet eller på de vanliga teatrarna, på film, tv eller radio. 
Amatörteater, bygdespel och liknande har länge funnits i olika former, men dessa utgår normalt från iscensättningen av en befintlig pjästext eller dylikt, men communiteatern bygger generellt på större delaktighet från alla inblandade i skapandet av föreställningarna och med ämnen direkt knutna till dessa eller deras närmiljö. Oftast ägnar man sig inte bara åt teater, utan kan som en social förening till exempel skapa filmer, arrangera konserter, erbjuda olika kurser, matservering, motion etc.

### Historik
Ursprunget till teaterformen härrör främst från teatermannen Augusto Boals pedagogiska former av medvetandegörande forumspel och De förtrycktas teater samt Paulo Freires samhällsfilosofiska teorier. Framför allt under 1960- och 1970-talens samhällsförnyande experimenterande uppstod också pedagogiska former som skapande dramatik, fria teatergrupper och nya kollektivistiska former av kreativt skapande, kulturföreningar, karnevalupptåg, politisk gatuteater med mera. Teatermannen Dario Fo startade under 1950- och 1960-talen projektet Canta Store, där han reste omkring i Italien och samlade ihop berättelser bland folket som underlag för folkliga teaterverk. Även andra besläktade projekt har gjorts, såsom gruppen Jordcirkus, Angeredsteatern, Peter Oskarsons jätteproduktion Den stora vreden (1988) med Folkteatern i Gävleborg, Lars Noréns uppsättning av pjäsen 7:3 (1999) i fängelsemiljö, baserad på intervjuer med internerna och med dem som skådespelare, teaterproduktioner av Unga Klara, Globträdet eller av Mattias Andersson med flera inkluderande och intervjubaserade uppsättningar under hans chefskap på Backa Teater på 2000-talet, till exempel The Mental States of Gothenburg. På Dramaten hade hösten 2016 föreställningen Svenska hijabis premiär, med och av kvinnor med erfarenhet av att bära slöja.
Det kan också innebära kulturverksamhet med och av personer med till exempel funktionsnedsättningar, som Glada Hudik-teatern, Moomsteatern eller Kulturparken i Uppsala.
Främst under 2000-talet har communityteatern som form fått större spridning internationellt och finns numera på ett stort antal platser i Sverige och annorstädes. 

### Arbetsform
Den svenska teaterskaparen America Vera-Zavala definierar communityteaterformen enligt följande:
- 1) Mötet mellan professionella konstnärer och icke-professionella medverkande. Vad dessa deltagare kallas för varierar, inom Botkyrka Community kallas de för experter eftersom de ju är experter på sina egna liv och erfarenheter.
- 2) Människors egna berättelser. Om de sedan förädlas till manus av en dramatiker, görs om till dans eller performance så är grunden alltid en människans berättelse.
- 3) Det kollektiva ägandet. Verket som sätts upp ägs gemensamt av de professionella konstnärerna och experterna.
- 4) Arbetet sker i process och bygger på deltagande och medbestämmande.
- 5) Arbetet syftar till att få deltagarna att växa som samhällsmedborgare och inse sin samhällsförändrande potential.

## Communityteatrar i Sverige
- Community Teater & Dans i Botkyrka kommun
- Die Bühne i Göteborg[6]
- Kvartersteatern Sundsvall
- Malmö communityteater
- Ronneby Folkteater
- Södra communityteatern i Malmö
- Tornedalsteatern
- Skånska Teatern i Landskrona